# 阿斯圖里亞斯-萊昂語
阿斯圖里亞斯-萊昂語是羅曼語族西伊比利亞語支的一個下屬語。阿斯圖里亞斯-萊昂語包括了阿斯圖里亞斯語、萊昂語、米蘭德斯語、埃斯特雷馬杜拉語、坎塔布連方言等語言。